# رود خاچین
رود خاچین یا رود خاچن (ارمنی: Խաչեն, Khachen) یک رودخانه در کشور جمهوری آذربایجان است که از شهرستان های کلبجر، آغ‌دام، ترتر و بردع میگذرد و وارد رود کورا میشود.